# Boy-Gobert-Preis
Der Boy-Gobert-Preis ist ein Theaterpreis für Nachwuchsschauspieler an Hamburger Bühnen. Der Preis ist nach Boy Gobert benannt. Er wird von der Körber-Stiftung seit 1981 verliehen und ist mit 10.000 Euro dotiert.

## Preisträger
- 1981: Susanne Lothar
- 1982: Peter Faerber und Imogen Kogge
- 1983: Esther Hausmann
- 1984: Andrea Bürgin und Marion Elskis
- 1985: Ulrich Tukur
- 1986: Hans Kremer und Daniela Strietzel
- 1987: Traudel Sperber und Stefan Kurt
- 1988: Michael Maertens
- 1989: Silke Jensen und Annette Mayer
- 1990: Annette Paulmann
- 1991: Susanne Schäfer und Marcus Bluhm
- 1992: Martin Wuttke
- 1993: Dietmar König
- 1994: Anne Weber und Ulrich Bähnk
- 1995: Alexandra Henkel
- 1996: Sylvie Rohrer
- 1997: Judith Engel
- 1998: Caroline Ebner
- 1999: Susanne Wolff
- 2000: Stefanie Stappenbeck und Max Hopp
- 2001: Fritzi Haberlandt
- 2002: Maren Eggert
- 2003: Wiebke Puls
- 2004: Hans Löw
- 2005: Paula Dombrowski
- 2006: Julia Nachtmann
- 2007: Katrin Wichmann
- 2008: Lisa Hagmeister
- 2009: Stefan Haschke
- 2010: Thorsten Hierse
- 2011: Mirco Kreibich
- 2012: Julian Greis
- 2013: Julia Riedler
- 2014: Birte Schnöink
- 2015: Bastian Reiber
- 2016: Gala Othero Winter
- 2017: Steffen Siegmund
- 2018: Paul Behren[1]
- 2019: Merlin Sandmeyer
- 2020: Josefine Israel[2]
- 2021: Maike Knirsch[3]
- 2022: Johannes Hegemann
- 2023: Pauline Rénevier
- 2024: Dennis Svensson

## Belege
1. ↑  "Theater-Überdenker" - Boy-Gobert-Preis 2018 an Paul Behren, nachtkritik.de vom 31. August 2018, abgerufen am 1. September 2018.
2. ↑  Schauspielerin Josefine Israel erhält Boy-Gobert-Preis 2020. 16. September 2020, abgerufen am 17. September 2020.
3. ↑  Boy-Gobert-Preis an Maike Knirsch verliehen. In: Theater der Zeit. 6. Dezember 2021.